# Rantamäntypää
Rantamäntypää är en kulle i Finland.   Den ligger i den ekonomiska regionen  Fjäll-Lappland  och landskapet Lappland, i den norra delen av landet, 900 km norr om huvudstaden Helsingfors. Toppen på Rantamäntypää är 310 meter över havet, eller 61 meter över den omgivande terrängen. Bredden vid basen är 1,6 km.
Terrängen runt Rantamäntypää är huvudsakligen platt.  Trakten runt Rantamäntypää är nära nog obefolkad, med mindre än två invånare per kvadratkilometer. Det finns inga samhällen i närheten. 